# Lynn Davies
Lynn Davies, född den 20 maj 1942 i Nantymoel nära Bridgend i Wales, är en brittisk före detta friidrottare (längdhoppare).
Davies blev olympisk mästare på längdhopp vid olympiska sommarspelen 1964 i Tokyo.